# 助教諭
助教諭（じょきょうゆ）とは、臨時免許状を有し、教諭の職務を助ける学校職員のことである。
近年の規制緩和による法改正により、助教諭に代わって、教員の免許状を持たない非正規雇用の特別非常勤講師の活用が増加しており（実務上は学校の要請で「派遣」される形が多い）、助教諭は減少している。

## 概要
助教諭は、教員の免許状の一種である臨時免許状を有していなければならない。助教諭の職については、臨時免許状を有する者しか就けないため、終身雇用は想定されていない。ただし、助教諭の経験者は、法定の要件を満たした後に教育職員検定による普通免許状の授与を受け、任命権者から教諭に任じられることによって教諭になる道が開かれている。
大日本帝国憲法下の教育制度においては、教員免許状を有していなくても教育に従事できる代用教員の職があったが、1947年（昭和22年）に公布・施行された学校教育法においては、当初、就学前教育・初等教育・中等教育における教員の職として教諭と助教諭のみが規定された（後に講師の職が追加される）。1949年（昭和24年）に教育職員免許法・教育職員免許法施行法が施行されると、原則として大学等で教育を受けた者等で普通免許状を授与された者が教諭に就くものとされた。しかし、しばらくの間、教員の数が不足し、不足を補うために新制高校卒業者に対し臨時免許状が相当数授与され、助教諭の職階が積極的に活用されていた。これらの助教諭はその後、計画的な現職教育を受け、教育職員検定により普通免許状を取得し、教諭となっていった。
しかしその後、普通免許状を取得してから教員を希望する者が増加したこと、さらに近年の規制緩和政策に伴う法改正により、特別非常勤講師を活用（派遣）しやすくなったことなどから助教諭任用は少なくなった。今日では教科免許制である中等教育において、常勤、非常勤の別なく、関係する教科の普通免許状を有して教壇に立つ教員（教諭任用者）が、急な病気や事故等による別の教員の急な休職等を受け、代勤者が赴任する、あるいは当該教員が復職するまで、臨時に関係するその別教科を担当するために助教諭免許を受け、その別教科を担当することが多い。（各教育委員会の臨時的任用者採用においても、特別非常勤講師以外は今日、原則として全て教諭採用であり、採用時に別教科の担当を命じられ、助教諭免許を受け、教諭として赴任する。）
かつての幼稚園の助教諭の場合、昼間に幼稚園等に勤務し、「教諭の免許状」の授与を受けるための夜間の短期大学・教員養成所に通学する勤労学生（社会人学生）もいた。しかし、短期大学の4年制大学への移行や、「就学前の子どもに関する教育、保育等の総合的な提供の推進に関する法律」（平成18年法律第77号）（認定こども園法）の施行にともなう保育士の資格の授与単位の修得問題などで、多くの地方公共団体、その他の学校の設置者は、助教諭の職階を基本的に設けなくなった。勤労学生（社会人学生）にとっては、かなり厳しい制限がついた運用へと変化した。
なお、高等学校の工業教科の教員、養護教諭を助ける養護助教諭、特別支援学校など、特定の教科や種類における助教諭の採用は現在も行われている。
| 種類           | 区分 | 基礎資格   | 効力     | 有効期間       | 職階           |
| -------------- | ---- | ---------- | -------- | -------------- | -------------- |
| 普通免許状     | 専修 | 修士       | 全国     | なし           | 教諭           |
| 普通免許状     | 一種 | 学士       | 全国     | なし           | 教諭           |
| 普通免許状     | 二種 | 短期大学士 | 全国     | なし           | 教諭           |
| 特別免許状     | －   | －         | 都道府県 | なし           | 教諭           |
| 臨時免許状     | －   | －         | 都道府県 | 3年（特例6年） | 助教諭         |
| （免許状なし） | －   | －         | －       | －             | 特別非常勤講師 |